# Maicon Douglas Sisenando
|  | No s'ha de confondre amb Maicon Pereira Roque. |

Maicon Douglas Sisenando (portuguès: Maicon)  (Novo Hamburgo, 26 de juliol de 1981), més conegut simplement com a Maicon, és un futbolista brasiler nascut a Novo Hamburgo (Brasil) el 26 de juliol de 1981 que juga de lateral dret al Tre Penne. També ha jugat des del 2003 per la selecció nacional del seu país en més de 50 ocasions.
El 7 de maig de 2014 el seleccionador brasiler Luiz Felipe Scolari el va incloure a la llista final de 23 jugadors que representaran el Brasil a la Copa del Món de Futbol de 2014.